# Martin Charnin
Martin Jay Charnin, né le 24 novembre 1934 à New York aux États-Unis et mort le 6 juillet 2019 à White Plains,, est un auteur, parolier, metteur en scène et acteur américain.
Il a tenu un rôle dans la comédie musicale West Side Story en 1957 à Broadway.

## Biographie
Né à New York, Charnin est diplômé de la High School of Music & Art, puis de la Cooper Union, où il a obtenu un Bachelor of Fine Arts. Charnin a commencé sa carrière théâtrale en tant qu'interprète sous le nom de « Big Deal », l'un des « Jets » de la production originale de West Side Story. Il a joué le rôle de 1000 représentations à Broadway et en tournée.
Il a écrit de la musique et des paroles pour de nombreuses revues Off-Broadway et de cabaret, dont beaucoup pour Julius Monk (en). Il a ensuite écrit, dirigé et produit des numéros de boîtes de nuit pour Dionne Warwick, Nancy Wilson, Mary Travers, Larry Kert, José Ferrer et Leslie Uggams.
La première comédie musicale de Broadway pour laquelle il écrit les paroles est Hot Spot, en 1963, avec Judy Holliday, sur une musique de Mary Rodgers. Il a écrit les paroles de la comédie musicale Zenda de Vernon Duke, qui a été créée en Californie en 1963 mais n'a pas atteint Broadway. En 1967, il écrit les paroles de Mata Hari, produites par David Merrick (en). Il écrit les paroles pour la musique de Richard Rodgers et le livre de Peter Stone pour la comédie musicale Two by Two (1970), dans laquelle joue Danny Kaye, qui reste à l'affiche à Broadway pendant 10 mois.
Au début des années 1970, il a travaillé à la télévision, où il a conçu, produit, écrit et dirigé six émissions spéciales de variétés télévisées. En 1971, il remporte un Emmy Award pour Annie: The Women in the Life of a Man, interprété par Anne Bancroft. En 1972, il remporte deux Emmy Awards en prime-time pour S'Wonderful, S'Marvelous, S'Gershwin, qui met notamment en vedette Jack Lemmon, Fred Astaire, Ethel Merman, Larry Kert et Robert Guillaume. Get Happy (mettant en vedette Jack Lemmon, Johnny Mathis et Mama Cass), Dames at Sea (1971), (avec Ann-Margret, Anne Meara et Ann Miller), Cole Porter in Paris (avec Perry Como, Diahann Carroll, Charles Aznavour) et un deuxième pecial de Bancroft, intitulé Annie and the Hoods. Il a fourni la musique et les paroles de la chanson à succès The Best Thing You Ever Done, interprétée par Barbra Streisand sur son album multi-platine The Way We Were.
Il fait ses débuts à la réalisation à Broadway en 1973, concevant et dirigeant la revue Nash at Nine, basée sur les œuvres d'Ogden Nash. La revue met en vedette E.G. Marshall ; elle est à l'affiche pour 21 représentations. Il a ensuite dirigé la revue Music! Music !, qui avait un livret d'Alan Jay Lerner et été montée au City Center pour 37 représentations en 1974. Il a dirigé le National Lampoon Show (1975), également pour la tournée qui a suivi. La version new-yorkaise met en vedette John Belushi, Gilda Radner, Bill Murray et d’autres artistes de l'émission Saturday Night Live.
Il a ensuite créé, écrit les paroles et réalisé Annie au Goodspeed Opera House. Annie a déménagé à Broadway pour 2 327 représentations, devenant ainsi l’une des 25 comédies musicales à la plus grande longévité de l’histoire de Broadway. Ses collaborateurs étaient Charles Strouse et Thomas Meehan. Il a ensuite dirigé cinq productions d'Annie aux États-Unis et trois productions de la pièce dans le West End à Londres. À Londres, il a également dirigé Bar Mitzvah Boy (1978), sur une musique de Jule Styne et des paroles de Don Black.
Il a écrit les paroles de I Remember Mama (1979) accompagnant la musique de Richard Rodgers et a réalisé, écrit et co-écrit le livret de The First (1981), une comédie musicale sur Jackie Robinson et l'intégration raciale dans le milieu du baseball. Il dirigea A Little Family Business à Broadway en 1982, mettant en vedette Angela Lansbury et John McMartin, ainsi qu'Eli Wallach et Anne Jackson dans The Flowering Peach pour le National Theatre de Tony Randall, à Broadway. Il a écrit des paroles supplémentaires pour La Strada (1969) et The Madwoman of Central Park West (1979). Il a dirigé Cafe Crown en 1988 au Public Theater (off-Broadway), qui a ensuite été transféré à Broadway en 1989. En 1989, il a dirigé Sid Caesar & Company à Broadway. Il a ensuite réalisé Laughing Matters en 1989 au théâtre de Saint-Peter's church de New York, une revue écrite par et mettant en vedette Linda Wallem et Peter Tolan. Il a dirigé Jeanne La Pucelle (1997) à Montréal, avec un livret et des paroles de Vincent de Tourdonnet et une musique de Peter Sipos].
Dans les années 1990, il a dirigé des dizaines de productions d'Annie et de sa suite Annie Warbucks. En 1997, il dirige trois autres productions d'Annie à Londres, en Australie et à Amsterdam. Il a dirigé la production d’Annie à Broadway à l’occasion du vingtième anniversaire de la pièce et, en 2004, il a dirigé une nouvelle fois Annie, montée pour commémorer son trentième anniversaire, produite par Ken Gentry et Networks, qui a est ensuite partie en tournée pendant trois ans et demi partout aux États-Unis.
Il conçut et dirigea la revue de cabaret Upstairs at O'Neals, montée Off-Broadway d'octobre 1982 à juillet 1983 au restaurant O'Neal. Il a dirigé la production et écrit le livre avec Douglas Bernstein et Denis Markell et la musique avec Marvin Hamlisch, Thomas Meehan, Billy Weeden et David Finkle pour The No Frills Revue. Les croquis ont été écrits entre autres par Ronny Graham. Sa fille, Sasha Charnin Morrison, jouait dans la revue. The No Frills a débuté Off-Broadway au théâtre Cherry Lane en octobre 1987. Il a dirigé la première adaptation sur scène de Carnal Knowledge Off de Jules Feiffer.

## Filmographie
- 1995 : Les Nouvelles Aventures d'Annie (Annie: A Royal Adventure!) de Ian Toynton (TV)